# Livio Hiltbrand
Livio Hiltbrand (27 settembre 2003) è uno sciatore alpino svizzero.

## Biografia
Specialista delle prove veloci attivo dall'ottobre del 2019, Hiltbrand ha esordito in Coppa Europa il 12 dicembre 2022 a Zinal in slalom gigante, senza completare la prova, e ai successivi Mondiali juniores di Sankt Anton am Arlberg 2023 ha vinto la medaglia d'oro nel supergigante e quella di bronzo nella discesa libera; ha debuttato in Coppa del Mondo il 16 marzo 2023 a Soldeu in supergigante (17º) e il 14 dicembre dello stesso anno ha conquistato il primo podio in Coppa Europa, a Santa Caterina Valfurva in discesa libera (3º). Ai Mondiali juniores di Alta Savoia 2024 ha vinto la medaglia d'oro nella discesa libera e quella di bronzo nel supergigante e il 21 marzo dello stesso anno ha ottenuto la prima vittoria in Coppa Europa, a Kvitfjell in discesa libera; non ha preso parte a rassegne olimpiche o iridate.

## Palmarès

### Mondiali juniores
- 4 medaglie:
  - 2 ori (supergigante a Sankt Anton am Arlberg 2023; discesa libera ad Alta Savoia 2024)
  - 2 bronzi (discesa libera a Sankt Anton am Arlberg 2023; supergigante ad Alta Savoia 2024)

### Coppa del Mondo
- Miglior piazzamento in classifica generale: 115º nel 2025

### Coppa Europa
- Miglior piazzamento in classifica generale: 7º nel 2025
- Vincitore della classifica di discesa libera nel 2024 e nel 2025
- 6 podi:
  - 3 vittorie
  - 3 terzi posti

#### Coppa Europa - vittorie
| Data             | Località      | Paese    | Specialità |
| ---------------- | ------------- | -------- | ---------- |
| 21 marzo 2024    | Kvitfjell     | Norvegia | DH         |
| 31 gennaio 2025  | Orcières      | Francia  | DH         |
| 12 febbraio 2025 | Crans-Montana | Svizzera | DH         |

Legenda:

DH = discesa libera